# 민주적 연합체주의
민주적 연합체주의(Democratic confederalism)는 쿠르디스탄 노동자당 지도자 압둘라 외잘란이 창시한 사상이다. 자치, 직접민주주의, 여성주의, 다문화주의적인 공동체를 추구한다. 로자바에서 시행된다.

## 같이 보기
- 지네올로지

1. ↑  ‘독립 국가’ 아닌 ‘민주주의’ 요구하는 쿠르드 사상가